# Der Meister der Welt
Der Meister der Welt ist ein deutscher Stummfilm aus dem Jahre 1927 von Gennaro Righelli mit Fred Solm in der Titelrolle. Die Geschichte beruht auf dem Roman Die Meisterschaften des Walter Issing von Werner Scheff.

## Handlung
Walter Issing ist ein Sportsmann durch und durch. Als Läufer jagt er von Rekord zu Rekord und hat sich damit auch viele Neider und Feinde geschaffen. Eines Tages greift einer seiner Gegner, der britische Champion Darrick, zu unlauteren Mitteln und setzt auf ihn die schöne Russin Madame Saskin an. Sie soll ihn verführen und damit vom Sport ablenken, in der Hoffnung, dass Walter fortan nur noch schlechte Resultate liefert. Obwohl mit der liebreizenden Hanna heimlich verlobt, lässt sich Walter auf dieses gefährliche Spiel, und tatsächlich beginnt er sich in die mondäne Frau von Welt zu verlieben. 
Er vernachlässigt sein Training, und bald wird sein physischer Verfall allzu deutlich. Hanna kann Walters Niedergang und das hinterlistige Treiben der Konkurrentin nicht länger mit ansehen und spricht gegenüber Walter ein Machtwort. Der kommt im letzten Moment zur Besinnung und nimmt nun umso härter sein Training wieder auf, obwohl sich in der Zwischenzeit selbst die verführerische Sirene Madame Saskin in ihn verliebt hat. In einem Eifersuchtsdrama kommt es zu einem Schusswechsel, bei dem sich die Russin selbst verletzt. Die altruistische Hanna kümmert sich aufopferungsvoll um die Verwundete, während Walter Issing sein 1500-Meter-Rennen gewinnt und zum titelgebenden Meister der Welt wird.

## Produktionsnotizen
Der Meister der Welt entstand im Januar und Februar 1927, passierte am 18. März 1927 die Zensur und wurde vier Tage darauf uraufgeführt in Berlins Marmorhaus. Die Länge des Sechsakters betrug 2479 Meter. 
Hermann Millakowsky übernahm die Produktionsleitung, Fred Lyssa die Aufnahmeleitung. Julius von Borsody gestaltete die Filmbauten.

## Rezeption
„Was soll die Sportgemeinde dazu sagen, wenn ein Weltmeister, der Wochen hindurch im … Training einer schönen Frau seine Form verliert, während sein Gegner durch Fleiß und Ausdauer auf Höchstform gebracht wird, im Entscheidungskampf ohne jede Motivierung gegen diesen Gegner gewinnt?“

Die Salzburger Chronik meinte: “Der Film bietet interessante Bilder nach jeder Richtung und ist besonders für Sportsleute sehenswert aber auch Freunde von Liebesszenen kommen auf ihre Rechnung.”